# Himno a Martos
El Himno a Martos es el canto oficial de la ciudad de Martos. Fue compuesto por Juan Aranda junto con Manuel Escabias y la letra compuesta por Miguel Calvo Morillo y Julio Pulido Moulet. Estrenado por la Agrupación Musical "Maestro Soler" el 21 de junio de 1981 en la Plaza Maestro Álvarez junto con la Coral Tuccitana de Martos.

## Letra
La Letra dice así:
| Martos glorioso mi pueblo altivo, rama fecunda de verde olivo, solar de historia, flor de leyenda. Firme es tu nombre como la Peña. Martos glorioso mi pueblo altivo, firme es tu nombre como la Peña, como la Peña torre de luz, entre olivares y cielo azul. Pueblo que lucha por el futuro y hace caminos y traza surcos, surcos profundos de noble hombría al sol radiante de Andalucía. Y son sus hijos hombres de honor y el más honroso san Amador. Y tus mujeres aceituneras fértil besana de nuestra tierra. |  | De nuestra tierra que no descansa de dar cosechas a la esperanza. Pueblo que reza y humilde implora a santa Marta y la Labradora. Pueblo que reza y humilde implora a santa Marta y la Labradora. Martos glorioso mi pueblo altivo, por ti mi canto es como un latido que brota alegre con ilusión como un suspiro del corazón. Martos glorioso, faro y vigía de nuestra España, ¡y Andalucía! |